# Makary I (metropolita kijowski)
Makary (zm. 1 maja 1497 w Skrigołowie) – metropolita kijowski w latach 1495–1497.

## Życiorys
Wybrany na metropolitę kijowskiego w 1495. Przed wyborem był przełożonym monasteru Trójcy Świętej w Wilnie. Podobnie jak jego poprzednik, metropolita Jonasz, opowiadał się zdecydowanie przeciwko unii florenckiej.
Zabity w czasie najazdu tatarskiego w miejscowości Skrigołowo, gdy udawał się w podróż duszpasterską ze swojej rezydencji w Nowogródku do nominalnej stolicy metropolii kijowskiej. Jego ciało przechowywano następnie w kijowskim soborze Mądrości Bożej, gdzie w 1625 lub 1634, według cerkiewnej tradycji, doszło przy nim do cudów – samoistnego zapalania się świec i wydzielania się przyjemnego zapachu z grobu duchownego.
Kanonizowany przez Cerkiew prawosławną, jego wspomnienie przypada w rocznicę śmierci.